# Color Out of Space
Cet article concerne le film. Pour la nouvelle originale, voir La Couleur tombée du ciel.
Pour plus de détails, voir Fiche technique et Distribution.
Color Out of Space ou La Couleur tombée du ciel au Québec, est un film de science-fiction horrifique américano-luso-malaisien coécrit et réalisé par Richard Stanley, sorti en 2019. Il s'agit de l'adaptation de la nouvelle La Couleur tombée du ciel (The Colour Out of Space) de H. P. Lovecraft (1927) et du premier long métrage du réalisateur depuis son renvoi de son propre projet L'Île du docteur Moreau (The Island of Dr. Moreau, 1996).

## Synopsis
La famille Gardner est secouée lorsqu'une météorite explose dans leur jardin en pleine nuit, dans un halo d'une lumière de couleur inconnue. Peu à peu, la propriété familiale semble contaminée par un mal indicible, qui affecte la flore, la faune... et les Gardner.

## Fiche technique
Sauf indication contraire, les informations mentionnées dans cette section peuvent être confirmées par la base de données cinématographiques IMDb,  présente dans la section « Liens externes ».
- Titre original et français : Color Out of Space
- Titre québécois : La Couleur tombée du ciel
- Réalisation : Richard Stanley
- Scénario : Scarlett Amaris[2] et Richard Stanley, d’après la nouvelle La Couleur tombée du ciel (The Colour Out of Space) de H. P. Lovecraft (1927)
- Musique : Colin Stetson[2]
- Direction artistique : Katie Byron
- Décors : Sérgio Costa
- Costumes : Patrícia Dória
- Photographie : Steve Annis
- Son : Olivier Blanc[2]
- Montage : Brett W. Bachman
- Production : Daniel Noah, Josh C. Waller, Lisa Whalen et Elijah Wood

Coproduction : Simão Cayatte, David Gregory et Mário Patrocínio
Production déléguée : Timur Bekbosunov, Johnny Chang, Stacy Jorgensen, Emma Lee, Elisa Lleras, Michael M. McGuire et Peter Wong
- Sociétés de production : SpectreVision ; ACE Pictures Entertainment et XYZ Films (coproductions)
- Société de distribution : RLJE Films[6]
- Budget : 6 millions de dollars[7]
- Pays de production :  États-Unis /  Portugal /  Malaisie
- Langue originale : anglais
- Format : couleur - 2,35:1
- Genre : science-fiction horrifique
- Durée : 111 minutes[2]
- Dates de sortie :
  - Canada : 7 septembre 2019 (Festival international du film de Toronto)[2]
  - France : 11 décembre 2019 (Paris International Fantastic Film Festival) ; 6 septembre 2020 (Amazon Prime Video)[8]
  - États-Unis, Québec : 24 janvier 2020
  - Monde : 7 septembre 2020 (VOD)

## Distribution
- Nicolas Cage (VF : Dominique Collignon-Maurin) : Nathan Gardner
- Joely Richardson (VF : Laurence Dourlens) : Theresa Gardner
- Madeleine Arthur (VF : Adeline Chetail) : Lavinia Gardner
- Elliot Knight (VF : Pascal Nowak) : Ward Phillips
- Tommy Chong (VF : Bruno Magne) : Ezra
- Brendan Meyer (en) (VF : Hervé Grull) : Benny Gardner
- Julian Hilliard : Jack Gardner
- Josh C. Waller (VF : Fabrice Leylon) : Sheriff Pierce
- Q'orianka Kilcher (VF : Maïté Monceau) : Mayor Tooma
- Melissa Nearman : la journaliste

## Production

### Développement
En 2013, Richard Stanley annonce le projet du film lovecraftien — sur lequel il travaille depuis plusieurs années, en mettant une bande annonce de preuve de concept en ligne. L’idée du scénario remonte en plein développement du court métrage The Mother of Toads — adaptation de la nouvelle américaine Mère des crapauds (Mother of Toads) de Clark Ashton Smith (1938), grand ami de H. P. Lovecraft — pour le film à sketches The Theatre Bizarre (2012).
En septembre 2015, la société de production SpectreVision désire le produire avec une date prévue au début 2016. L’un des producteurs Daniel Noah s’explique : « Lovecraft est le père ténébreux de l’horreur moderne, et nous recherchons une adaptation qui capture la véritable étendue de son effroi cosmique depuis des années. Richard Stanley est un sorcier de l’image à part entière, qui saura adapter sans filtre à l’écran le talent de Lovecraft ».
En janvier 2019, on apprend que Stacy Jorgensen est productrice déléguée pour SpectreVision, ainsi que Timur Bekbosunov, Johnny Chang, Emma Lee et Peter Wong en tant que producteurs délégués pour ACE Pictures,. Il ne s’agit pas du premier film adapté de la nouvelle signée H. P. Lovecraft, étant donné que le long métrage allemand Die Farbe de Huan Vu (2010) et le court métrage allemand La Couleur hors de l'espace (Color Out of Space) de Patrick Müller (2017) ont également vu le jour.
En septembre 2019, la distribution indépendante RLJE Films acquiert les droits du film.

### Distribution des rôles
En décembre 2018, après de nombreux retards, il s’est avéré que Nicolas Cage est engagé à interpréter le rôle principal, et que le tournage a lieu au début 2019,. En janvier 2019, la production révèle les acteurs dont Joely Richardson, Tommy Chong, Elliot Knight, Julian Hilliard et Q'orianka Kilcher.

### Tournage
Le tournage commence le 27 janvier 2019 à Sintra, ainsi qu'à la Casa do Artista et à la NOVA Medical School - Faculdade de Ciências Médicas (pt) à Lisbonne au Portugal, jusqu’au 8 mars 2019,.

### Musique

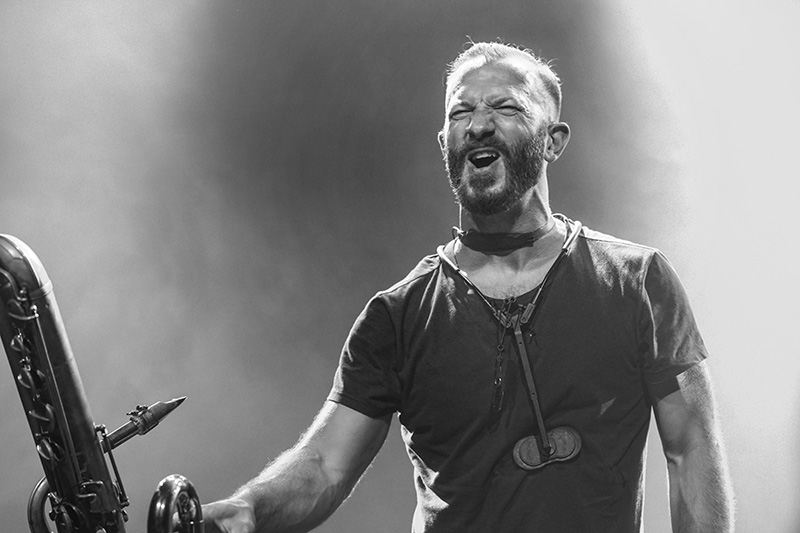
Colin Stetson, le saxophoniste

Connu pour la composition musicale pour Hérédité (Hereditary) d’Ari Aster (2018), une liste pour le festival international du film de Toronto confirme la présence du saxophoniste américain Colin Stetson en tant que compositeur du film,. Le 27 août 2019, le musicien poste un message sur son Twitter : « Je suis impatient que vous assistez tous à cette folie » (« I cannot wait for you all to see this madness »).

## Accueil

### Festivals et sorties
Le film est sélectionné et est présenté en avant-première mondiale le 7 septembre 2019 au festival international du film de Toronto dans la section « Midnight Madness »,, ainsi qu’au Fantastic Fest dans la catégorie de « US Premiere » en fin de ce même mois.
En France, il est projeté en « hors compétition » le 11 décembre 2019 au Paris International Fantastic Film Festival et le 1er septembre 2020 à la soirée d'ouverture du festival Hallucinations collectives 2020 (en compétition).

### Critiques
L'agrégateur de critiques Rotten Tomatoes recense un taux d'approbation de 75 % . Sur Metacritic, le film obtient un score moyen de 66⁄100, basé sur 7 critiques différentes.
Peter Kuplowsky, le programmateur de la section « Midnight Madness » au festival international du film de Toronto, s’explique que : « Stanley invoque sa sensibilité hallucinogène unique pour envelopper ses personnages attachants dans une terreur surréaliste et incrémentale. Au début, leur bonheur domestique est tranquillement chargé d'un courant sous-jacent de tension déconcertante, avant de finir par déborder en une terreur délirante et alimentée par l'acide » (« Stanley summons his uniquely hallucinogenic sensibilities to envelope his endearing characters in surreal, incremental dread. At first, their domestic bliss is quietly fraught with an undercurrent of unnerving tension, before eventually boiling over into delirious, acid-fuelled terror »).
Le 8 septembre 2019, Jonathan Barkan de Dread Central le décrit comme « magnifique, vibrant, terrifiant, Color out of Space est plein de créatures lovecraftiennes et d’infections cosmiques en abondance » (« Gorgeous, vibrant, and terrifying, Color Out of Space is packed with Lovecraftian creatures and cosmic infections galore »). Dennis Harvey de Variety voit cette « […] science-fiction horrifique sympathique, ébouriffée et délibérément exagérée […]. Adapter un Lovecraft est toujours difficile, malgré les efforts depuis des années » (« Cult director Richard Stanley's first narrative feature in decades is a fun, messy, deliberately over-the-top sci-fi horror and Lovecraft is always difficult to adapt, despite more attempts being made every single year »).
Christopher Machell de CineVue le note trois sur cinq, en s’expliquant que « le film est une descente richement texturée, si ce n’est entièrement cohérente, dans la folie, l'horreur et l'angoisse technologique » (« […] filmmaker Richard Stanley’s latest is a richly textured, if not entirely coherent, descent into madness, body horror and technological anxiety »).
Côté français, Cécile Mury du Télérama, pour elle, c’est « un nanar horrifique […] poisseux […] et un Nicolas Cage englué dans l’univers de Lovecraft ».

## Distinctions

### Sélections
- Fantastic Fest 2019 : section « US Premiere »[23]
- Festival international du film de Catalogne 2019 : section « Oficial Fantàstic Competición »[32]
- Festival international du film de Toronto 2019 : section « Midnight Madness »[2]
- Festival Hallucinations collectives 2020 : en compétition

### Récompenses
- Film School Rejects' Fall Awards 2019 : Mention honorable pour Nicolas Cage[33]
- Festival international du film de Toronto 2019 : Creative Coalition's Spotlight Initiative Award pour Nicolas Cage